# コントゥムの戦い
コントゥムの戦い（コントゥムのたたかい、越: trận Kontum、英: Battle of Kontum）への準備は、1971年半ばに始まった。北ベトナムは、ラムソン719作戦での勝利が、戦争を迅速に終わらせることができる大規模な通常攻撃の時が来たことを示していると判断したときであった。結果として1972年春に計画された攻勢は、南部ではイースター攻勢、北部ではグエン・フエ攻勢として知られ、グエン・フエは1789年の中国に対するベトナム人の抵抗の英雄となった。イースター攻勢は14個師団を使用し、この戦争で最大のものとなる。
1972年のイースター攻勢/グエンフエ作戦は、3万人のベトナム人民軍（PAVN）兵士と100両以上の戦車による非武装地帯への大規模な攻撃で始まった。その後、サイゴン方面、中部高原と州都コントゥムへの2回にわたる同規模の攻撃が開始された。北ベトナムは、コントゥムと中部高原を攻略すれば、南ベトナムを真っ二つにできると考えていた。
コントゥムの戦いは、ゴー・ドゥ中将（後にグエン・バン・トアン中将）率いるベトナム共和国軍第22・23師団と、ホアン・ミン・タオ中将率いるベトナム国軍第320・2師団、B-3戦線第3師団の戦闘部隊、および現地ベトコンの3師団が対峙するものであった。
このような全面的な攻撃が成功すると北ベトナムを説得した要因は2つある。まず、ニクソン大統領のベトナム化政策により、中部高原には米軍の師団部隊がなく、顧問と7/17航空騎兵隊のヘリコプター部隊を含む米軍航空部隊のみであったことだ。この年の6月にはベトナム全土に5万人弱の米軍がいた。
第二に、北ベトナムは春季攻勢の前にソ連と中国を説得し、PT-76、T-34-85、T-54、59式戦車400両を提供させた。

## 背景
北ベトナムは何年もの間、国境に沿ったホーチミン・トレイルを物流の大動脈として使用してきた。山岳地帯とジャングルは、アメリカの空襲に対する盾であった。
ARVNのTân CảnhとĐắk Tôの基地は、第22師団の第42連隊によって保護されていた。第22師団はまた、ロケットリッジと呼ばれる山々の背骨に沿ってタン・カンからコントゥムに向かって南西に伸びる5つの火力支援基地（FSB）を支配していた。:755
第2軍団の文民「将軍」であるジョン・ポール・バンは、大規模な戦闘が迫っているという情報を受け取っていた。中将ドゥは、第23師団をタンカン/コントゥム地域に集めることで対応した。ヴァンはまた、2月と3月にB-52による空爆の増加を命じた。

### 火力支援基地への攻撃
1972年4月4日、PAVNは早朝のファイアベース・デルタへの攻撃を開始した。ジャングルからの通常の砲撃の代わりに、PAVN第320歩兵師団の部隊が大砲とロケット弾で支援される集団攻撃を行った。PAVNは数日間、FSB Deltaとロケットリッジ沿いの他の火力支援基地を攻撃した。プレイクのキャンプ・ホロウェイから第52戦闘航空隊のヘリコプターが派遣され、支援を行った。消防基地は物資や弾薬をヘリコプターの支援に完全に依存しており、激しい対空砲火にもかかわらず、ヘリコプターは消防基地への火力支援に攻勢をかけた。一時はデルタの北部が320師団の部隊に制圧されたこともあった。すでに航空救助のために現地入りしていたジョン・ポール・バンは、コブラ・ガンシップで基地に進入するPAVN兵に攻撃を指示することができた。PAVNの攻撃はその場で阻止された。
4月14日、320師団はロケット弾と砲撃により、ロケットリッジの北端、ダクトから10キロメートルにあるチャーリー基地（14°34′34″N 107°46′41″E / 14.576°N 107.778°E）を攻撃する。空爆とヘリガンシップの支援にもかかわらず、ARVN空挺部隊はその夜、基地を放棄せざるを得なかった。火薬庫への攻撃は、4月に入っても続いた。4月21日、ついにFSBデルタはPAVNに占領された。他のいくつかの基地も大きな犠牲を出しながら、すぐに放棄しなければならなかった。

### タン・カンとダクトの喪失
1972年初頭、第22師団のARVN第42連隊がタンカンに駐留した。
2月7,8日、この地域でのベトナム人民軍(PAVN)の増強を示す情報に続いて、第22師団の前方指揮所、第47連隊、および支援部隊がバギーからダクト/タン・カン地域に移動した。第19騎兵連隊の要素は、M-41 軽戦車を装備した有機的な第14騎兵連隊を支援するために師団に配属されました。装甲部隊は、PAVNの装甲攻撃の最も可能性の高い方向と見なされたベン ヘット キャンプで前方に展開される。
3月末にイースター攻勢が開始されて以来、基地地域はベトナム人民軍 (PAVN) の砲撃とロケット砲火の増加にさらされ、3月の1日あたり20～50発から4月中旬には1日あたり最大1000発にまで減少した。4月初旬、第47連隊はĐắk Tô IIに撤退し、第42連隊と第41連隊の1個大隊は機甲と砲兵の支援を受けてTân Cảnhにいた。さらに、ARVN空挺とレンジャーズは、ロケット リッジ沿いの一連の射撃基地を占領した。:K-64月23日、PAVN第2師団は、AT-3 ミサイルでARVN戦車を攻撃することでタンカンへの攻撃を開始し、続いて第42連隊のコマンド バンカーを直撃し、上級米国顧問とARVN司令官の何人かを負傷させた。第22師団司令官ダット大佐の信頼を著しく損なう。正午までに、基地内のM-41 戦車5両すべてとさらにいくつかの掩蔽壕がミサイルによって破壊された。11時にバンは状況を評価するために上陸し、米国の顧問にキャンプからの脱出と回避の準備をするよう指示した。19時にベトナム人民軍(PAVN)のロケット弾が基地の弾薬庫に着火:K-7。
21時に18両のPAVN戦車の列がこの地域で発見され、空軍のAC-130ガンシップが23時に到着し、T-54戦車と105 mm砲で交戦し始めた。3機のT-54が無力化されたが、後にPAVNによって回収された。:K-7真夜中、戦車の縦隊はTân Cảnhに向きを変え、ARVN砲兵隊はPAVNの対砲兵砲火で停止するまで縦隊に発砲し始めた。Tân Cảnhへのアプローチにある2つの橋は破壊されることなく放棄された。ARVNはハンターキラー チームを組織し、これらは2両の戦車を破壊した。:K-8
4月24日の6時直前に、PAVN戦車が2列でTân Cảnhを攻撃した。T-54の1つの列が正門を攻撃し、もう1つの列が滑走路を確保するために移動した。戦車の前進により、900の支援部隊はパニックに陥った。新しいコマンドバンカーは、無線アンテナを破壊するさらなる砲撃に見舞われた。基地でのすべての指揮統制が崩壊したため、アメリカの顧問は司令バンカーを放棄し、空爆を要請するために新しい位置に移動したが、霧がそのような空爆を不可能にした。:K-8夜明けに、ヴァンはOH-58Aでタンカンに到着し、基地周辺から脱出した顧問と連絡を取った。ヴァンが着陸し、おびえたARVN部隊がスキッドにぶら下がっている間、6人の顧問がヘリコプターに押し込まれた。ヘリコプターはĐắk Tô IIに飛んで乗客を降ろし、TânCảnhに戻って残りの3人の顧問を迎えに行ったが、ヘリコプターはパニックに陥ったARVNに群がり、離陸時に墜落した。別のヘリコプターが到着し、ヴァン、彼のパイロット、および3人の顧問を乗せてプレイクに飛ばした。:K-9
Tân Cảnhに対する主なPAVN攻撃が開始されてから1時間後、PAVNはĐắk Tôへの攻撃を開始した。UH-1Hヘリコプター #69-15715がタンカン周辺から救出された6人の米国顧問を避難させるために着陸した。生き残り、捕獲を回避し、13日後に回収された。PAVNは大きな損失を被って基地の境界線を突破し、朝の霧が晴れると残りの米国の顧問は空爆を呼びかけたが、10時までに第47連隊の指揮官は部下のほとんどとの連絡を失い、指揮グループは指揮掩蔽壕から掩蔽壕に避難した。:K-9T-54が基地に移動し、指揮所で直接射撃を開始し、残りの2つのM-41がT-54と交戦したが、76 mm砲はT-54に明らかな影響を与えず、両方のM-41をすぐにノックアウトした。この頃、歩兵に支援されたM-41の救援隊がベン ヘットから到着したが、すべてのM-41はB-40 ロケット弾と無反動砲の射撃によってノックアウトされ、歩兵は分散した。この反撃の失敗と指揮統制の喪失により、ARVN軍は基地から南に避難し始めた。ARVNがDak Poko川を渡ろうとしたとき、彼らは激しいPAVN攻撃を受け、この交戦中に米国の上級顧問であるRobert Brownlee中佐が行方不明になった。20時に第47連隊の指揮グループが基地からの脱出を試み、4月25日の4時30分までにPAVNの砲火で数人の兵士を失った後、基地周辺から脱出し、翌日に回収された。:K-10
4月25日、PAVNはTân Cảnh/Đắk Tô 周辺の残りのARVN陣地を掃討した。第22師団は戦闘部隊として存在しなくなり、師団司令官とその参謀全員が姿を消し、PAVNは23門の105 mm榴弾砲と7門の155 mm榴弾砲、大量の弾薬と貯蔵品を鹵獲した。:K-11メイン キャンプが失われたため、ロケット リッジに沿って残っていた火力基地は放棄され、PAVNはコントゥムに明確に接近した。:K-12

## 前触れ
Tân Cảnhを失ったことで、PAVNとコントゥムの間に立つものはほとんどなくなった。兵站の問題やリーダーシップの欠如のせいで、PAVNは優位性を追求しなかった。タンクを補充してコントゥムまで25マイル移動する代わりに、PAVNはほぼ3週間待った。:156
ヴァンはARVN II軍団を直接支配した。残りのFSBは避難した。デュはサイゴンに行くよう命じられ、トアン少将に取って代わられた。:K-12ヴァンはまた、経験豊富な指揮官であるリー トン バ大佐の指揮下で、第22師団を第23南ベトナム軍師団に置き換えることを調整した。彼はまた、第23連隊を他の場所に配置されていた有機連隊と統合した。
コントゥムの地上で、第23連隊の上級顧問代理であるジョン トルビー大佐は、防御の戦術的調整の任務を負っていた。郊外のユニットが街に持ち込まれた。都市の境界防御と適切な防御が実装された。ARVNの兵士は、T-54戦車を止めることはできないと信じており、M72 LAWミサイルを使用して攻撃する方法について訓練を受けていた。:K-14
5月初旬、PAVNは、コントゥムへの攻撃経路を封鎖したポレイ クレン キャンプと、補給線を脅かしたベン ヘット キャンプに注意を向けた。ポレイ クレンは4月24日から砲撃を受けていたが、5月6日の正午から火の量が劇的に増加し、500発以上の砲弾が基地の掩蔽壕を組織的に破壊し、19時に基地の2人の米国顧問がヘリコプターで避難した。ARVNはさらに3日間保持し続け、その間、16回のB-52攻撃を含む米国の空軍力は、攻撃しているPAVNに集中していた。5月9日の朝、ARVNは、PAVN戦車と歩兵の攻撃に直面して基地を放棄した。:K-145月9日のベン ヘットでは、PAVN第203機甲連隊の部隊が収容所を襲撃した。ARVN レンジャーズは最初の3台のPT-76戦車をBGM-71 TOWミサイルで破壊し、それによって攻撃を打ち砕いた。レンジャーズはその日の残りを境界線の安定化に費やし、最終的に11台の戦車を破壊し、100人以上のPAVNを殺害した。:K-14

## 戦い

### 主なアクション

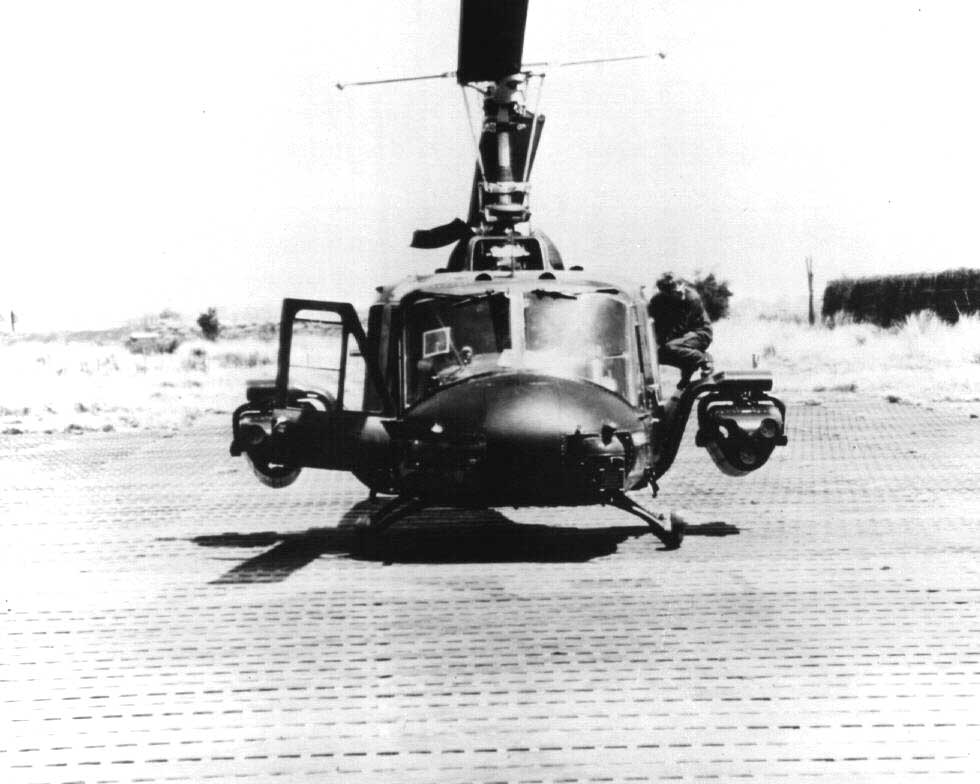
TOWミサイルで武装したUH-1、1972年5月2日

5月13日、第1戦闘航空TOWチーム (鷹の爪) のパイロットは、北に大規模な集結の兆候があることに気付いた。その夜の22時30分に、国道14号線を光が移動しているという報告があった。:K-15
捕獲された文書によると、攻撃は5月14日の4時に行われるとされていた。TrubyはVannに、準備として空爆を命じることを提案した。しかし、Tân CảnhとFSBへの攻撃の合図であったPAVNの大砲の増強は見られなかった。それでも、航空支援が要請された。キャプチャされた別の文書は、攻撃が4時30分に戻されたことを示しており、攻撃は発生していない。最後に、防御側は、PAVNインテリジェンスがハノイ時間に活動することに気付いた。予想通り5時30分に攻撃が始まった。:K-15
PAVNは、Tân Cảnhで使用されていた重砲の準備なしでコントゥムを攻撃し、国道14号線をまっすぐ進んだ。第48 PAVN連隊と第203戦車連隊が北西から市を攻撃した。第28 PAVN連隊は北から来て、第64および第141 PAVN連隊は南から攻撃した。:K-15ARVN砲兵隊は国道14号線を移動中のT-54戦車を標的にし始めた。この目標設定により、支援するPAVN歩兵が戦車から分離され、ARVN戦車キラーが仕事をすることができた。2機のT-54がLAWのチームによって破壊された。空はどんよりと曇っており、戦術航空支援は機能していなかったが、ホークスクローヘリコプターがキャンプ・ハロウェイから現場に到着していた。彼らのヘリコプターとジープにはBGM-71 TOWミサイルが搭載されており、T-54を貫通するのに十分強力であった。彼らは、ジャングルに隠れる前にPAVN戦車を発見し、さらに2台の戦車を破壊しました。午前9時までに、攻撃は停止された。:K-15
PAVNは1日を通してロケット弾と砲撃を続けた。その後、14日20時にPAVNが2回目の攻撃を開始し、北、西、南に強い圧力をかけた。2回のB-52攻撃が予定されており、Col. TrubyはVannに、これらの攻撃を使用して、すでに戦線に非常に近いPAVN大隊を標的にすることができるかどうかを尋ねた。2つの部隊は、白兵戦を行うのに十分なほど近づいた。大佐Trubyは中佐と呼ばれた。第44 ARVN連隊の上級顧問であるトム・マッケナは、部下を引き戻し、部隊に深い狐穴を見つけさせるように彼に言った。B-52攻撃の時間が近づくと、ARVN部隊は、PAVN部隊の近くにいる部隊が引き戻されるようにカバー ファイアを開始した。同時に、第44連隊は、AC-130とヘリコプターの助けを借りて、その周囲に沿ってPAVNに対して独自のものを保持していた。マッケンナが述べたように、2回のB-52の空爆は、「まるで地球の腸が爆発するかのように、地球の中心から爆弾が発射されたかのようだった」ほど接近していた。:156PAVN軍はかなりの犠牲者を出して撤退した。5月15日、PAVNの攻撃は続いたが、第44連隊は戦術航空支援の支援を受けて陣地を維持した。
5月16日の夜、PAVNは第53連隊をその位置から押し出し、周囲は部分的に貫通された。大佐Baは、第53連隊の予備軍が適切な場所に配置されるようにすることで、貫通の機首を塞いだ。しかし、彼は夜にコントゥムを通過する追加の妨害部隊を動かしたくなかった。敵部隊が戦線を突破して都市を占領する危険性はかなりあった。貫通の基部には、新しいB-52ストライクが要求された。この要求は、意図したストライキ エリアが地図に示されている小さな村に近すぎるため、MACVスタッフによって拒否された。諮問スタッフによるかなりの議論と分析の後、Col. TrubyはFtで教えられたテクニックを思い出した。レブンワースと大佐に提案した。このような夜間の機動は明らかに困難であるにもかかわらず、貫通口の先端にいる部隊を500ヤード後退させる必要がある。:K-17これで街の脅威は一掃される。TrubyとBaはVannに、ARVN軍が暗闇に隠れている間に撤退できれば、彼らの安全上の懸念は満たされるだろうと確信させた。:K-17要求は第2軍団とMACVによって承認され、新しい攻撃は飛行中のB-52によって調整され、ARVN砲兵隊は敵軍をその場に留めるために激しい射撃を続けた。PAVN軍が境界線の防御を破るために集結したため、ストライキは予定どおりに行われ、壊滅的な結果をもたらした。攻撃は中止され、多数の戦車が破壊された。:K-18このストライキは決定的なもので、Tân Cảnh以来初めて、PAVNの勢いが打ち砕かれた。弱体化した3つのPAVN師団は、コントゥムを取り囲むジャングルで再編成された。

### コントゥムへの最終攻撃
攻撃は戦闘の決定的なものであったが、PAVNは依然として数が優勢であり、すぐに再編成を開始した。この間、もともとバーと協力するように割り当てられた顧問であるローテンベリーが国に到着した。ヴァンはトルビーを、第2軍団内の他の行動を監督するという本来の仕事に戻した。
次の2週間、ARVNとPAVNの部隊は互いにテストを行った。:K-19ARVN軍は、自前の砲兵で、またはホークズ クロー ヘリコプターの射撃を要請することによって、砲撃に対応した。B-52出撃が再び使用された。しかし、PAVNはB-52で長年の経験があり、境界線の防御を破ろうとしていたときのように部隊を集結させないことを知っていた。5月20日3時45分、第53連隊は北からの3回の総攻撃の最初の攻撃を受けた。3回目の攻撃で、53番目はその位置から押し出された。その日、第53連隊は陣地を取り戻そうとしたが、PAVNは掘り出された。師団の新しい上級顧問であるローテンベリーとバーは、9台のM-41戦車を引き上げ、そのすべての射撃をヘリコプターのガンシップとともに敵の位置に向けることを決定した。:K-19フロントが復活した。早朝にさらに3回の攻撃が行われた。激しい白兵戦の後、それぞれが押し戻された。:K-20
5月25日の早い時間に、PAVNの迫撃砲と砲撃は、大規模な攻撃の準備を示すのに十分なほど増加した。南象限では、砲撃により第23師団が掩蔽壕に留った。砲兵のカバーの下で、一部はARVNの制服を着たPAVN工兵隊が、コントゥム飛行場の南にある建物に移動した。:K-22
5月26日の早朝、PAVNは戦車/歩兵チームで北から第23師団を攻撃した。最初の光で、ホークスクローは戦車9両、機関銃2丁、トラック1両を破壊することができた。これにより、攻撃の勢いが効果的に停止した。:K-22その日の後半、バは第44連隊の大隊を戦いに投入した。これにより、ARVNラインの敵の侵入が制限された。日没後、ARVNの第45連隊と第53連隊への攻撃が増加し、第45連隊が最も激しい行動に直面した。戦術的な航空支援は、連隊の支援に転用された。中佐グラントとローテンベリーは、5月27日の午前2時30分に予定されていた2回のB-52攻撃をそらすことができ、これにより攻撃が鈍化した。:K-22その同じ朝、第44連隊が目を覚まし、周囲にPAVN戦車と歩兵がいるのを発見した。エリアは適切に確保されておらず、T-54戦車は50ヤード (46 m)以内にあった。バンカーの。:K-23これらのPAVNユニットが第44軍の防御を突破した場合、彼らは街に殺到する可能性がある。防御側はM-72 LAW射撃を使用して戦車を減速させることができた。夜明けまでに、ホークの爪のヘリコプターがプレイクから到着した。濃い煙が行動を覆い隠したが、ホークスクロウの乗組員は2台のT-54戦車を破壊することができた。:K-23ヘリコプターで戦車を無力化することで、ARVN歩兵はPAVNの前進を阻止することができた。
戦闘は5月28日に前後にシーソーした。PAVNは、都市の一部にある掩蔽壕や建物を占拠し、空爆や砲撃で破壊するにはあまりにも要塞化されていた。:K-24しかし、持続攻撃を仕掛ける能力は失われているようであった。米国とRVNAFの航空優勢により、PAVN部隊はジャングルの基地から十分な食料と物資を受け取ることができなかった。
6月6日、PAVNのB3戦線司令部は、最後の予備部隊である第66連隊を動員して、町内に残っているすべての撤退をカバーした。
5月29日から6月8日まで、ARVN軍は掩蔽壕から掩蔽壕へと移動し、残りのPAVN軍を掃討した。6月9日、コントゥム市は、准将に昇進した第23師団司令官バーによって完全に安全であると宣言された。ARVN軍と米国の航空部隊の協力により、大規模な攻撃は最終的に阻止された。

## 余波
その同じ夜、ヴァンと彼のパイロットは山を飛んでいた。夜は雨が降っていて、低い雲があった。パイロットは自分の高度に気づかず、丘の中腹に飛んだ。:787ベトナムの報告によると、彼を乗せたヘリコプターは撃墜された。飛行の目的は、コントゥムの勝利を祝うケーキを顧問とARVN司令官に届けることであった。ヴァンは、米軍の伝統的な強みを利用しながら、地元住民の心をつかむことに基づいた、戦争へのより繊細で柔軟なアプローチを開発する上で重要な役割を果たしていた。彼の死は大きな損失であった。
この時期の重要な成功であるコントゥムの戦いは、米国では事実上無視された。この勝利は、単にB-52のパワーの例として取り消された。確かに、2月から6月までの何百ものミッションが成功の主要な要素であったが、PAVNはジャングルを利用して夜間に攻撃することで、この利点の大部分を無力化した。
B-52攻撃に加えて、成功への他の鍵は、米国の顧問とそのARVNカウンターパートの緊密な統合と、ARVN軍を支援するために飛行する航空部隊によって提供される瞬間的な優位性であった。ARVN軍が陣地を維持できなかった場合、戦闘は敗北していたであろう。Baの指揮下にある第23師団の確固たる防御により、PAVN軍は境界線の突破を試みて補償を余儀なくされた。これにより、彼らは決定的な攻撃にさらされ、非常に多くの兵士が死亡した。これらの2つの要素がなければ、第23師団は団結して、戦闘で鍛えられたPAVN兵士と装甲部隊の3つの師団に首尾よく抵抗できなかったかもしれない。それにもかかわらず、彼らの能力とBaのリーダーシップは最も重要であった。

### 二次情報源
- マッケナ、トーマス P. 「コントゥム: 南ベトナムを救うための戦い」。ケンタッキー大学出版局、2011 年。ISBN 9780813133980、OCLC 711989000